# Dottie Thomas
Dorothy "Dottie" Thomas (San Antonio, Texas, 18 de septiembre de 1922 – Seattle, 9 de enero de 2015) fue una hematóloga estadounidense conocida como "la madre del trasplante de médula ósea", debido a los cerca de 60 años dedicados en esa área con su marido y compañero de investigación Edward Donnall Thomas. Desarrollaron la técnica para el trasplante de médula ósea, además de investigar otros desórdenes sanguíneos. Su marido fue galardonado con el Premio Nobel de Fisiología o Medicina en 1990  por el trabajo de investigación realizado junto con su mujer.

## Biografía
Dorothy Elaine Martin nació en San Antonio, Texas, el 18 de septiembre de 1922. Creció en modestas circunstancias, y se graduó a la edad de 16 años en la escuela secundaria de San Antonio, donde fue calificada como una estudiante distinguida. Pasó a estudiar periodismo en la Universidad de Texas, Austin, planeando para sí una carrera como reportera, pero las circunstancias meteorológicas cambiaron dichos planes. Una extraña tormenta de nieve golpeó el campus de la Universidad de Austin en el invierno de 1940, haciendo que las personas integrantes del mismo se enfundaran en una pelea con bolas de nieve. Una de las bolas lanzadas por Dottie golpeó al estudiante sénior de química Edward Donnall Thomas en la cara, y su vida cambió. Su marido declararía en el futuro que "ella pensaba que estaba atacando a otro compañero, pero me golpeó a mí por error".
La pareja se casó en diciembre de 1942 y en 1943 Donnall fue admitido en la Escuela de Medicina de Harvard bajo un programa de la Armada de los Estados Unidos. Dorothy dejó de lado sus planes como reportera y se unió al programa de entrenamiento de tecnología médica en el Hospital New England Deaconess. De esta manera pudo trabajar con su marido y perseguir su interés entusiasta en la ciencia.Tras la graduación trabajó como técnica de medicina para varios físicos hasta que su marido recibió su grado médico y creó su propio laboratorio.
La pareja comenzó a trabajar en la investigación sobre el trasplante de médula ósea en 1950.

## Trayectoria
En la década de los 50 Donnall fue médico jefe en el hospital Mary Imogene Bassett en Cooperstown, New York. En 1963, la pareja se trasladó a Seattle, donde continuarían con su innovadora y novedosa investigación, en la Universidad de la Escuela de Medicina de Washington, y más tarde en el nuevo Centro de Investigación contra el cáncer Fred Hutchinson. El Dr. Beverly Torok-Storb, miembro de dicho centro, decía que la pareja trabajaba muy unida, y aseguraba que los éxitos obtenidos por ambos no hubieran sido posibles sin el trabajo desempeñado por Dorothy. Aunque Donnall había conseguido realizar con éxito el primer trasplante de médula ósea en la década de los 50, trabajaron la mayor parte del tiempo en el laboratorio hasta el final de la década de los 60, resolviendo problemas con el tratamiento experimental, que llevó muchos años para que pudiera ser adoptado extensamente.
El Centro de Investigacíon contra el cáncer Fred Hutchinson se abrió en Seattle en 1975, para moverse en 1993 al barrio Salt Lake Union de la misma ciudad.
Dottie utilizó su combinación de conocimiento científico y aptitudes de gestión para apoyar en todos los aspectos el trabajo de su marido y guiar hasta el éxito a todo el equipo de trasplantes del centro Fred Hutchinson, que se convirtió con los años en la primera opción para el trasplante de médula ósea. Desde sus primeros años en la investigación en dicho centro, Dorothy se dedicó a extraer sangre de los pacientes, realizó trabajo de laboratorio, editó cada artículo científico que su marido escribía, así como otros artículos del resto del equipo. Además, como administradora jefe del centro y apoyo de su marido, gestionaba al equipo, los presupuestos, los horarios y todo lo necesario para tener al equipo en el buen camino. Dada su facilidad para la comunicación, era crucial a la hora de ayudar al equipo a comunicar los hallazgos científicos que realizaban.
En 1990, Donnall fue galardonado con el Premio Nobel de Fisiología o Medicina compartido con Joseph Edward Murray, por el desarrollo de células y trasplantes de órganos. Donnall dio las gracias a su mujer y a su equipo por el premio y George Santos, especialista en trasplantes, remarcó que si Donnall era considerado el padre de los trasplantes de médula ósea, entonces Dottie era la madre.
Gracias al trabajo realizado por el equipo en el que Dottie trabajaba, la tasa de cura de la leucemia en un estado temprano llegó hasta el 80-90%. En 2012, en el 90.º cumpleaños de Dorothy Thomas, el tenor José Carreras realizó un recital benéfico en honor al Benaroya Hall de Seattle, recordando el 25º aniversario de su trasplante de médula ósea en el centro Fred Hutchinson, y consiguió dinero tanto para el centro como para la investigación de la leucemia en su Barcelona natal.
Donnall comentaba en declaraciones que, al principio no tenían ayuda financiera para su investigación, por lo que Dottie tuvo que trabajar. Lamenta este hecho, porque de no ser por ello, Dorothy podría haber obtenido su doctorado. Su hija Elaine Thomas, física y profesora de la Universidad de Nuevo México, decía que su madre tenía una mente brillante y podría haber hecho lo que hubiera querido, pero que en esa época, lo que tocaba era permanecer junto al marido y ayudarle.

## Vida personal
Además de su carrera profesional y su labores maternas, Dottie fue una mujer con una gran actividad de vida al aire libre, que pasaba muchas vacaciones familiares cazando y pescando con su marido en Montana y Alaska. También fue una fan devota de la música de ópera.

## Premios y reconocimientos
En 1990, cuando Donnall fue galardonado con el Premio Nobel de Fisiología o Medicina, por el desarrollo de células y trasplantes de órganos, dio las gracias a su mujer y a su equipo por el premio.
George Santos, especialista en trasplantes, remarcó que si Don era considerado el padre de los trasplantes de médula ósea, entonces Dottie era la madre.